# NR1H2
NR1H2 (англ. Nuclear receptor subfamily 1 group H member 2) – білок, який кодується однойменним геном, розташованим у людей на короткому плечі 19-ї хромосоми. Довжина поліпептидного ланцюга білка становить 460 амінокислот, а молекулярна маса — 50 974.
| 10         |  | 20         |  | 30         |  | 40         |  | 50         |
| ---------- |  | ---------- |  | ---------- |  | ---------- |  | ---------- |
| MSSPTTSSLD |  | TPLPGNGPPQ |  | PGAPSSSPTV |  | KEEGPEPWPG |  | GPDPDVPGTD |
| EASSACSTDW |  | VIPDPEEEPE |  | RKRKKGPAPK |  | MLGHELCRVC |  | GDKASGFHYN |
| VLSCEGCKGF |  | FRRSVVRGGA |  | RRYACRGGGT |  | CQMDAFMRRK |  | CQQCRLRKCK |
| EAGMREQCVL |  | SEEQIRKKKI |  | RKQQQESQSQ |  | SQSPVGPQGS |  | SSSASGPGAS |
| PGGSEAGSQG |  | SGEGEGVQLT |  | AAQELMIQQL |  | VAAQLQCNKR |  | SFSDQPKVTP |
| WPLGADPQSR |  | DARQQRFAHF |  | TELAIISVQE |  | IVDFAKQVPG |  | FLQLGREDQI |
| ALLKASTIEI |  | MLLETARRYN |  | HETECITFLK |  | DFTYSKDDFH |  | RAGLQVEFIN |
| PIFEFSRAMR |  | RLGLDDAEYA |  | LLIAINIFSA |  | DRPNVQEPGR |  | VEALQQPYVE |
| ALLSYTRIKR |  | PQDQLRFPRM |  | LMKLVSLRTL |  | SSVHSEQVFA |  | LRLQDKKLPP |
| LLSEIWDVHE |  |            |  |            |  |            |  |            |

A: Аланін

C: Цистеїн

D: Аспарагінова кислота

E: Глутамінова кислота

F: Фенілаланін

G: Гліцин

H: Гістидин

I: Ізолейцин

K: Лізин

L: Лейцин

M: Метіонін

N: Аспарагін

P: Пролін

Q: Глутамін

R: Аргінін

S: Серин

T: Треонін

V: Валін

W: Триптофан

Кодований геном білок за функціями належить до рецепторів, активаторів. 
Задіяний у таких біологічних процесах, як транскрипція, регуляція транскрипції, альтернативний сплайсинг. 
Білок має сайт для зв'язування з іонами металів, іоном цинку, ДНК. 
Локалізований у ядрі.